# It Is 'He' (Jai Sri Krishna)
«It Is 'He' (Jai Sri Krishna)» es una canción del músico británico George Harrison, publicada en el álbum de estudio Dark Horse (1974). Harrison compuso la canción durante una visita a la ciudad sagrada de Vrindavan, en el norte de India, con su amigo Ravi Shankar. La composición documenta un día que describió en su autobiografía I Me Mine como «mi experiencia más fantástica». La grabación incluyó una mezcla de instrumentación diversa, con guitarras acústicas folk rock, cuerdas hindúes e instrumentos de percusión, además de un sintetizador Moog y coros cantados en sánscrito. 

## Personnel
- George Harrison: voz, guitarra acústica, sintetizador, percusión y coros.
- Billy Preston: piano y órgano.
- Tom Scott: flauta
- Jim Horn: flauta
- Chuck Findley: flauta
- Willie Weeks: bajo
- Andy Newmark: batería
- Emil Richards: wobbleboard